# Dan Bilzerian
Daniel Brandon Bilzerian, ameriški igralec, poslovnež in ljubiteljski pokeraš; * 7. december 1980, Tampa, Florida, ZDA.

## Zgodnje življenje
Bilzerian se je rodil 7. decembra 1980 v Tampi na Floridi. Je sin specialista za prevzem podjetij Paula Bilzeriana in Terri Steffen. Nejgov brat je igralec pokra Adam Bilzerian. Po očetu je polovično armenskega rodu. Njegov oče je bil korporacijski napadalec na Wall Streetu, oba sinova je oskrboval s skrbniškimi skladi. Bilzerian trdi, da se je nato vpisal na Univerzo Floride in tam študiral štiri leta, smer poslovne in kriminološke znanosti, ni pa jasno, ali je kdaj tudi diplomiral.

## Kariera

### Poker
Bilzerian je igral na glavnem dogodku World Series of Poker 2008 in se končno uvrstil na 180. mesto. Leta 2010 ga je revija Bluff na Twitterju izbrala za enega najbolj smešnih igralcev pokra. Novembra 2011 je bil eden od tistih, ki jim je Tobey Maguire izplačal v častne dobitke.
Istega leta je Bilzerian Alexa Rodrigueza javno zagovarjal pred obtožbami, da je igral nezakonito, češ da je bil prisoten, ko se je zgodil domnevni dogodek iger na srečo.  Novembra 2013 je objavil nepotrjeno trditev, da je z eno nočjo igranja pokra osvojil 10,8 milijona dolarjev, leta 2014 pa je zatrdil, da je skozi vse leto priigral 50 milijonov dolarjev in dodal, da "ne igra več proti profesionalcem" in da je v eni seriji izgubil največ 3,6 milijona dolarjev." Bilzerian je o svoji poklicni karieri razpravljal v podcastu Joeja Rogana na YouTubu.

### Ignite
Bilzerian vodi podjetje Ignite International Brands Ltd., ki med drugim prodaja elektronske cigarete, CBD olja ter steklenice za vodo in vodko. Ignite je javno podjetje s sedežem v Torontu v Kanadi, ki je začelo trgovati januarja 2019 pod oznako BILZF. Družba naj bi leta 2019 izgubila več kot 50 milijonov dolarjev, večinoma zaradi stroškov trženja in najema pisarn.

## Kontroverze

### Pravne težave
Leta 2014 je Bilzerian tožil producente filma Lone Survivor. V njegovi tožbi je pisalo, da je v film v zameno za najmanj osem minut časa na zaslonu in 80 besed dialoga vložil milijon dolarjev, a se je njegova vloga kasneje zmanjšala na manj kot eno minuto in le eno vrstico besedila. Zahteval je 1,2 milijona dolarjev - prvotna naložba plus 20 odstotkov. Tožba je bila pozneje prekinjena, Bilzerian pa naj bi zaradi komercialnega uspeha filma ustvaril 1,5 milijona dolarjev prihodkov.
Avgusta 2014 je Bilzerian prejel prepoved vstopa v nočni klub v Miamiju, ker je med pretepom brcal manekenko Vanesso Castano v obraz. Bilzerian je izjavil, da sta Castanova in neka druga ženska napadli Bilzerianovo spremljevalko. Vanessa Castano je izjavila: "Za mizo sta stali dve deklici, ki sta se pretepali. Ljudje so se začeli prerivati in poskušala sem jih ločiti. Potem me je Dan odrinil in ko sem padla, me je brcnil v obraz." Castanova je pozneje proti Bilzerian vložila tožbo zaradi poškodb. Poročali so tudi, da je Bilzeriana zaprosila za milijon ameriških dolarjev za poravnavo tožbe, pri čemer se je sklicevala na možnost večje odškodnine za kazen na podlagi njegovega dohodka, če bi tožba prišla na sodišče.
Leta 2014 je bil Bilzerian vpleten v pravno zadevo s pornografsko igralko Janice Griffith. Griffithova je bila na fotografiranju z Bilzerianom za revijo Hustler aprila 2014, kjer jo je Bilzerian vrgel s strehe hiše v bazen. Padla je pred bazen, zadela rob in si zlomila nogo. 18-letnica je za poškodbe Bilzerian prosila 85.000 dolarjev, ker pa je bila zavrnjena, je decembra 2014 vložila tožbo tako proti Hustlerju kot proti Bilzerianu. Bilzerianov odvetnik je odgovoril, da je imela Griffithova pogodbo za dogodek sklenjeno s Hustlerjem in da je Hustler najel tudi Bilzeriana, zato Bilzerian ni kriv.
9. decembra 2014 je bil Bilzerian aretiran na mednarodnem letališču v Los Angelesu zaradi med sabo nepovezanih obtožb zaradi izdelave bomb. Po poročanju losangeleške policijske uprave je bil Bilzerian aretiran na podlagi ubežnega naloga iz Nevade in je bil okrog 22. ure vknjižen v pacifiškem oddelku LAPD. Po opustitvi obtožbe so ga na dan aretacije izpustili iz pripora. Februarja 2015 Bilzerian ni vložil ugovora zoper prekršek zaradi "malomarnosti, ker ni ugasnil požara na prostem" in je bil kaznovan z 17.231,50 USD.
Julija 2020 je nekdanji predsednik Igniteja Curtis Heffernan tožil Bilzeriana zaradi neupravičene odpovedi. Heffernan je zatrdil, da je bil odpuščen, ker je kritiziral Bilzerianovo neupravičeno porabo sredstev podjetja za njegov razkošen življenjski slog.

### Streljanje v Las Vegasu
Bilzerian je bil 1. oktobra 2017 prisoten na streljanju v Las Vegasu in se je tisti večer večkrat posnel, svoje videoposnetke pa objavil na Instagramu. V prvem je zabeležil svoj beg na varno, v drugem pa izjavil, da se mora vrniti po pištolo. Ostali videoposnetki dogodka so pokazali, da je iskal policijski avto in neuspešno prosil policijo za pištolo. Njegova zadnja dva videoposnetka sta pokazala, kako se odpravlja domov in pravi: "Mislim, da ne morem veliko storiti." Bilzeriana so zaradi njegovih dejanj pogosto kritizirali. 

### Izpodbijane premoženjske terjatve
Bilzerian trdi, da je njegovo bogastvo rezultat uspešne igralniške kariere. Vendar so to trditev izpodbijali različni ljudje, med drugim tudi v splošno videnem videoposnetku profesionalni igralec pokra Doug Polk. Nekateri domnevajo, da je Bilzerian bogastvo podedoval po očetu, strokovnjaku za prevzem podjetij Paulu Bilzerianu. Paul je bil leta 1989 obsojen zaradi različnih kršitev zakonodaje o vrednostnih papirjih, leta 1993 pa je moral SEC-u plačati več kot 30 milijonov dolarjev svojega domnevno nezakonitega dobička. Paul denarja ni plačal, saj je leta 1991 in nato leta 2001 ponovno vložil predlog za stečaj. Ustanovil je skrbniški sklad za svoja dva otroka, Dana in Adama; Danova sredstva so postala dostopna leta 2010, ko je dopolnil 30 let. Sodišče je leta 2001 Paula Bilzeriana obtožilo, da je svoje premoženje skrival v različnih podjetjih in skladih, vključno s skrbniškim skladom za svoje otroke. Sodba o stečaju iz leta 2001 je pokazala, da je bil leta 1997 sklad Dana in Adama vreden približno 12 milijonov dolarjev v Cimetrixovih zalogah, ki naj bi bila enakomerno razdeljena med oba sinova.
Veliko nepremičnin, za katere Bilzerian trdi, da jih ima v lasti, lastnini Ignite International Ltd. Kot poroča Forbes : "Hiša in vse ostalo - modeli, leti, jahte itd. - bremenijo podjetje Ignite International Ltd. V podjetju Bilzerian deluje kot izvršni direktor in večinski delničar. Heffernan. Plačilo Bilzerianu 2,4 milijona dolarjev letne rente in plačilo vseh njegovih dejavnosti, bi lahko bilo ena od razlag, kako je podjetju Ignite lani uspelo izgubiti 50 milijonov dolarjev.

## Osebno življenje
9. marca 2011 je Bilzerian dirkal in premagal Toma Goldsteina za stavo v višini 385.000 ameriških dolarjev na Las Vegas Motor Speedway, Bilzerian pa je za volanom Ferrarija 458 Italia dirkal AC Cobra iz leta 1967 in Goldstein. 
Bilzerian naj bi zaradi zlorabe mamil doživel dva srčna napada pred 32. letom starosti. 
Leta 2014 si je Bilzerian čas razdelil med domove na Hollywood Hillsu v Los Angelesu v Kaliforniji in Las Vegasu v Nevadi.
Oktobra 2016 je ameriški reper T-Pain izdal pesem, poimenovano po Danu Bilzerianu. 
Leta 2018 se je preselil v Bel Air. 28. avgusta 2018 je Bilzerian s svojim bratom Adamom in očetom Pavlom odletel v Armenijo, da bi se pridružil armenskim oboroženim silam in prejel armensko državljanstvo. Na istem potovanju je obiskal Republiko Arcah, kjer je obiskal strelišče. Azerbajdžanska vlada je ZDA poslala protestno noto zaradi teh dejanj zaradi izpodbijanega statusa Arcaha in pozvala odpravnika poslov ZDA Williama Gilla, da sprejme uradno protestno noto, naslovljeno na ameriško zunanje ministrstvo. Sodišče v Bakuju je za Bilzerianom izdalo nalog za prijetje in ga uvrstilo na mednarodni iskalni seznam. Dve leti kasneje so Bilzerian in drugi člani njegove družine Armenskemu skladu donirali 250.000 dolarjev za podporo Armenije in Arcaha proti Azerbajdžanu med konfliktom v Gorskem Karabahu leta 2020. Izjavil je tudi, da je "zelo razočaran, ker se je Azerbajdžan odločil napasti armensko ljudstvo".

### Politika
Junija 2015 je Bilzerian napovedal svojo kandidaturo za predsednika ZDA na volitvah leta 2016. Po nejasnem koncu kampanje je Bilzerian podprl Donalda Trumpa in pohvalil Trumpove nefiltrirane ter politično vnetljive izjave. 

## V popularni kulturi
Švedski reper Owen je leta 2021 izdal singl z naslovom "Bilzerian", ki se je uvrstil na Sverigetopplistan, uradno švedsko lestvico singlov.

## Filmografija
| Leto | Naslov           | Vloga                |
| ---- | ---------------- | -------------------- |
| 2013 | Olympus je padel |                      |
| 2013 | Lone Survivor    | SCPO Daniel R. Healy |
| 2014 | Druga ženska     | Čeden moški v baru   |
| 2014 | Izenačevalnik    | Teddyjev fant        |
| 2014 | Mačji tek 2      | Cordray              |
| 2015 | Pridobivanje     | Higgins              |
| 2016 | Vojni psi        | On sam               |